# Нам Ман Чхун
Нам Ман Чхун (кор. 남만 춘?, 南萬春?;Нам Ман Чун, Намм Павел Никифорович, В. Павлов; 1891 (по др. данным 1892), с. Благословенное Амурской области — 1938) — участник революционного движения на Дальнем Востоке, один из основателей Корейской коммунистической партии.

## Биография
Родился в 1891 году в старом корейском селе Благословенное Амурской области. В годы Первой мировой войны был мобилизован в российскую армию и окончил школу прапорщиков.
После Февральской революции — член полкового комитета. Вступил в РКП(б).
В январе 1920 года — член корейской секции Иркутского комитета РКП(б). Начальник штаба 1-й Интернациональной дивизии. В июле 1920 года участвовал в съезде коммунистических организаций Советской России и Сибири.
С мая 1921 года — член ЦК Корейской коммунистической партии («Иркутская группа»). Участвовал в Третьем конгрессе Коминтерна в качестве представителя ККП, делегирован в состав ИККИ с правом совещательного голоса. В 1923 году — уполномоченный по делам национальных меньшинств Дальбюро ЦК РКП(б). В 1924 году член Оргбюро по созыву съезда ККП. Однако Учредительный съезд ККП, проведение которого было намечено на апрель 1924 года, не состоялся, в том числе в результате борьбы Ли Хен Гына и Ким Чхор Хуна против линии Нам Ман Чхуна в Оргбюро. Поэтому в ноябре 1924 Нма Ман Чхун предложил сформировать новое Оргбюро преимущественно из представителей внутренней Кореи.
С 1925 года работал в Шанхае и Маньчжурии по поручениям Восточного отдела ИККИ.
Как и другие бывшие члены «Иркутской группы» неоднократно подвергался критике со стороны членов ЦК ККП Ли Дон Хви и Ким Гю Ера, утверждавшими, что при взятии Екатеринбурга войсками Колчака в 1919 году перешёл на сторону белых и командовал у них ударным батальоном, а также имел папиросную фабрику.
В 1929 году во время чистки был исключён из ВКП(б). Восстановлен, но вскоре снова был исключён из партии.
В 1935 году проживал в городе Ворошилов (Уссурийск), работал директором сельскохозяйственного техникума. 7 декабря 1935 г. был арестован и постановлением 1 отделения ОО ГУГБ Примгруппы привлечен к уголовной ответственности по ст. 58 п. 10 УК РСФСР. 7 февраля 1936 г. постановлением ОО ГУГБ Примгруппы действия Нам Ман Чхуна были переквалифицированы на ст. 58 п. 1-а УК РСФСР. 8 апреля 1936 г. постановлением 3 отделения Особого отдела УГБ Примгруппы войск ОКДВА уголовное дело в отношении Нам Ман Чхуна было прекращено без ссылки на статью УПК с мотивировкой: «расследованием не добыто достаточных данных для предания суду и согласно распоряжению зам. начальника УНКВД по ДВК, административно выселяется в Казахстан», то есть прекращено по не реабилитирующему основанию.
В 1938 проживал в городе Кустанай. Тройкой при НКВД по Кустанайской области по обвинению по ст. 58 п. 1-а УК РСФСР 12 октября 1938 года приговорен к высшей мере наказания — расстрелу. Реабилитирован 23 апреля 1997 г. Военным Трибуналом Туркестанского военного округа.

## Публикации
- Нам Ман Чхун. Корейский вопрос как часть национальной проблемы на советском Дальвостоке // Наш путь. 1923. № 11
- Нам-Ман-чун (南萬春), "Положение крестьянства и его движение в Корее (1918—1925 гг.)